# Liste d'enseignes de la grande distribution en Croatie
Pour un article plus général, voir Liste d'enseignes de la grande distribution en Europe.
Cet article présente la liste d'enseignes de la grande distribution en Croatie, incluant les supermarchés, maxi-discompteurs, hypermarchés et les libre-services de gros.

## Liste d'enseignes

### Supermarchés
- Bilje Merkant (CBA)
- Billa (Rewe Group) : depuis 1999 ; 57 supermarchés
- CBA (CBA Group) : depuis 2001
- Getro (Groupe Mercator)
- Konzum (Agrokor) : depuis 1957 ; plus de 700 supermarchés
- Merkator (Groupe Mercator) : depuis 2000 ; 22 supermarchés
- Pemo
- Plodine (Plodine d.d.) : depuis 1993 ; 71 supermarchés
- Spar (Spar Hrvatska) : depuis 2001 ; 22 supermarchés
- Studenac (CBA Group)
- Tommy (Tommy d.o.o.) : depuis 1992 ; 142 supermarchés

### Hard-discount
- Diskont Feniks
- Lidl (Schwarz Gruppe) : depuis 2000 ; 84 magasins

### Hypermarchés
- Kaufland (Lidl-Kaufland Stiftung & Co. KG) : depuis 2001 ; 28 hypermarchés
- Merkator (Groupe Mercator) : depuis 2000
- Tesco (Tesco) : depuis 2013

### Libre-service de gros
- Metro Cash & Carry (Metro AG) : depuis 2001 ; 8 magasins
- Velpro (Konzum)